# Долгое (озеро, Торопецкий район)
Долгое, прежнее название Крынка — озеро на западе Тверской области, расположено на территории Торопецкого района. Принадлежит бассейну Западной Двины.
Расположено в 19 километрах к юго-востоку от города Торопец. Вытянуто с севера на юг. Длина озера около 1,5 километра, ширина до 0,26 километра. Площадь водной поверхности — 0,6 км². Протяжённость береговой линии — 5,2 километра. В озеро впадает протока, вытекающая из озера Белое. С востока впадает небольшой безымянный ручей. Сток осуществляется в озеро Зимецкое (бассейн Торопы).
Окружено лесами. Населённых пунктов на берегу озера нет. Ранее на берегу озера находились деревни Общий Бор и Крынка.